# Kirill Moskalenko

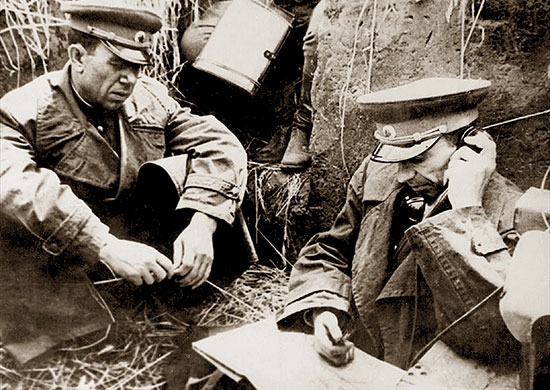
Moskalenko met Aleksej Jepisjev in 1944

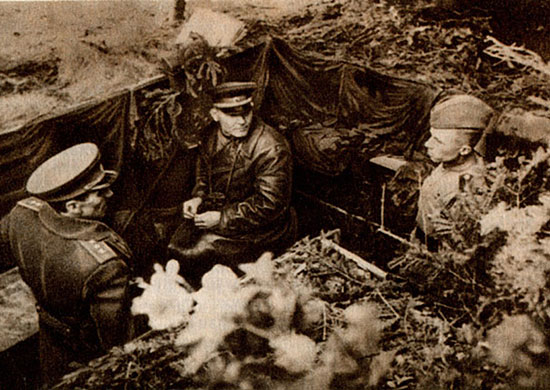
Moskalenko links met in het midden Ivan Konev in de Karpaten in 1945

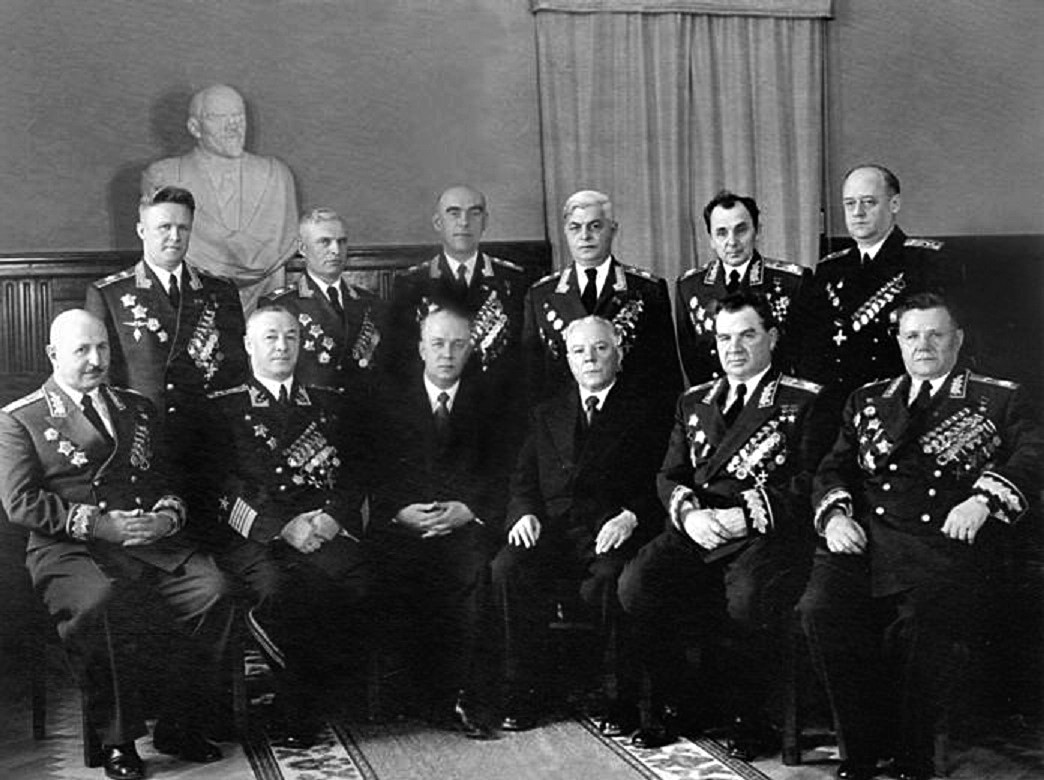
Uitreiking van maarschalksterren in het Kremlin in 1955. Van links naar rechts: zittend: Ivan Bagramjan, Nikolaj Koeznetsov, Nikolaj Pegov, Kliment Vorosjilov, Vasili Tsjoejkov, Andrej Jerjomenko, staand: Sergej Roedenko, Vasili Kazakov, Vladimir Soedets, Sergej Varentsov, Kirill Moskalenko, Ivan Isakov.

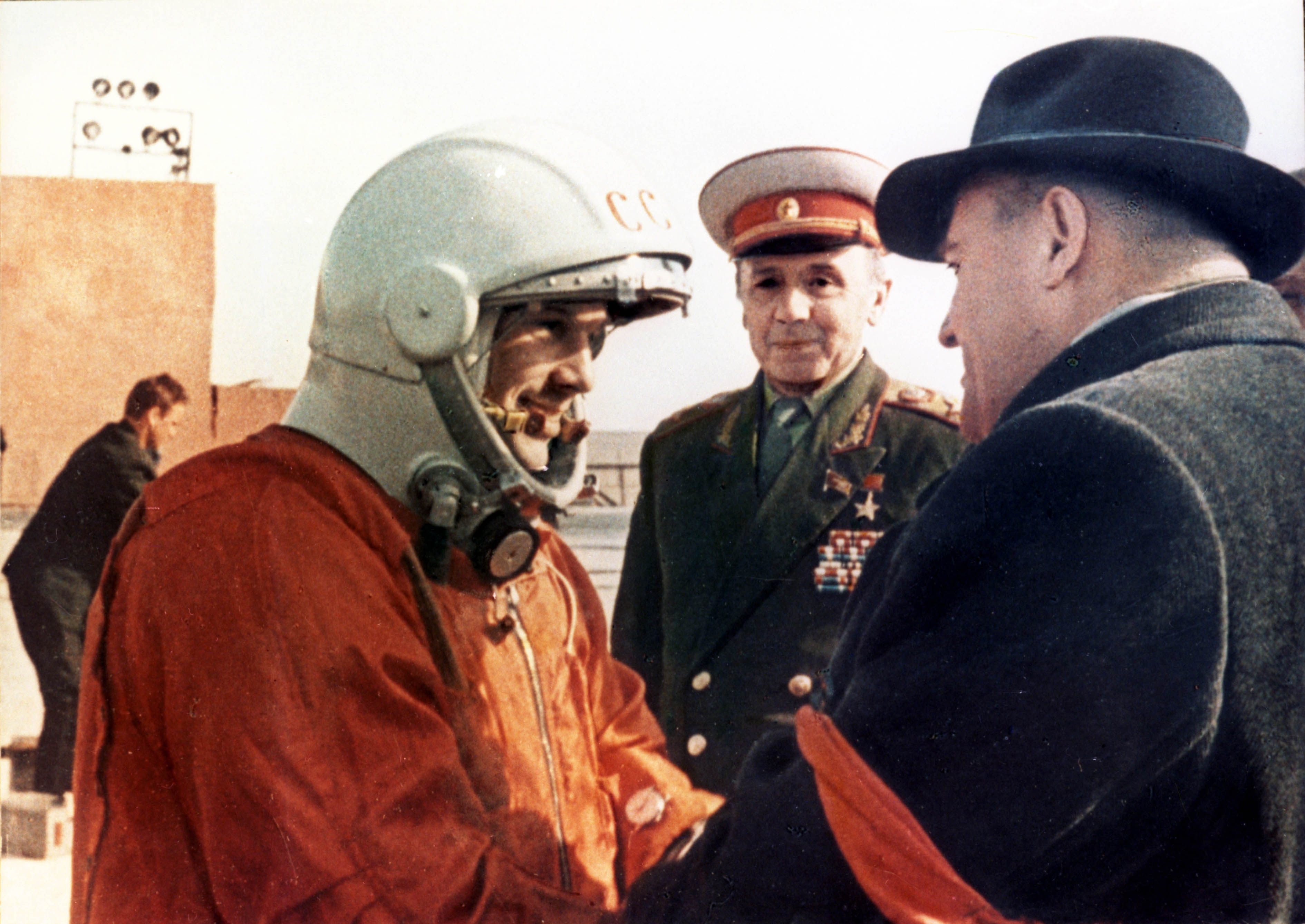
Kirill Moskalenko en Sergej Koroljov met Joeri Gagarin op 12 april 1960 voor zijn ruimtevlucht

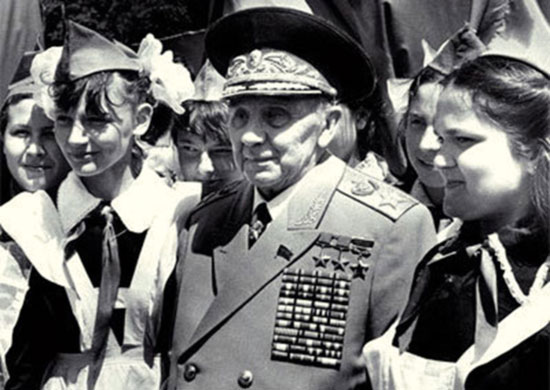
Moskalenko rond 1970

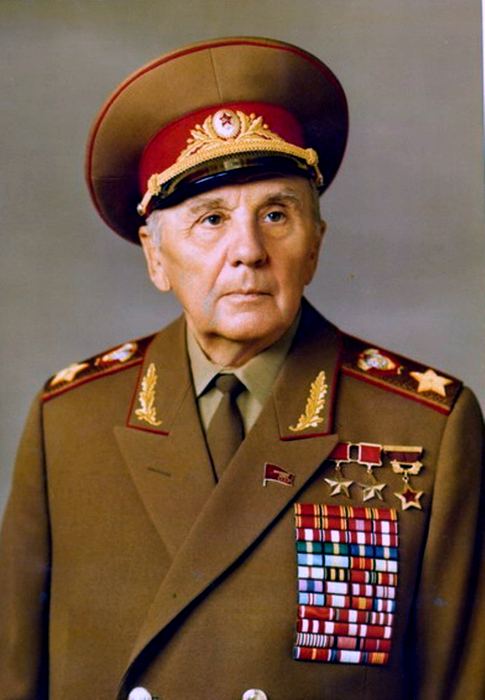
Laatste foto van Moskalenko

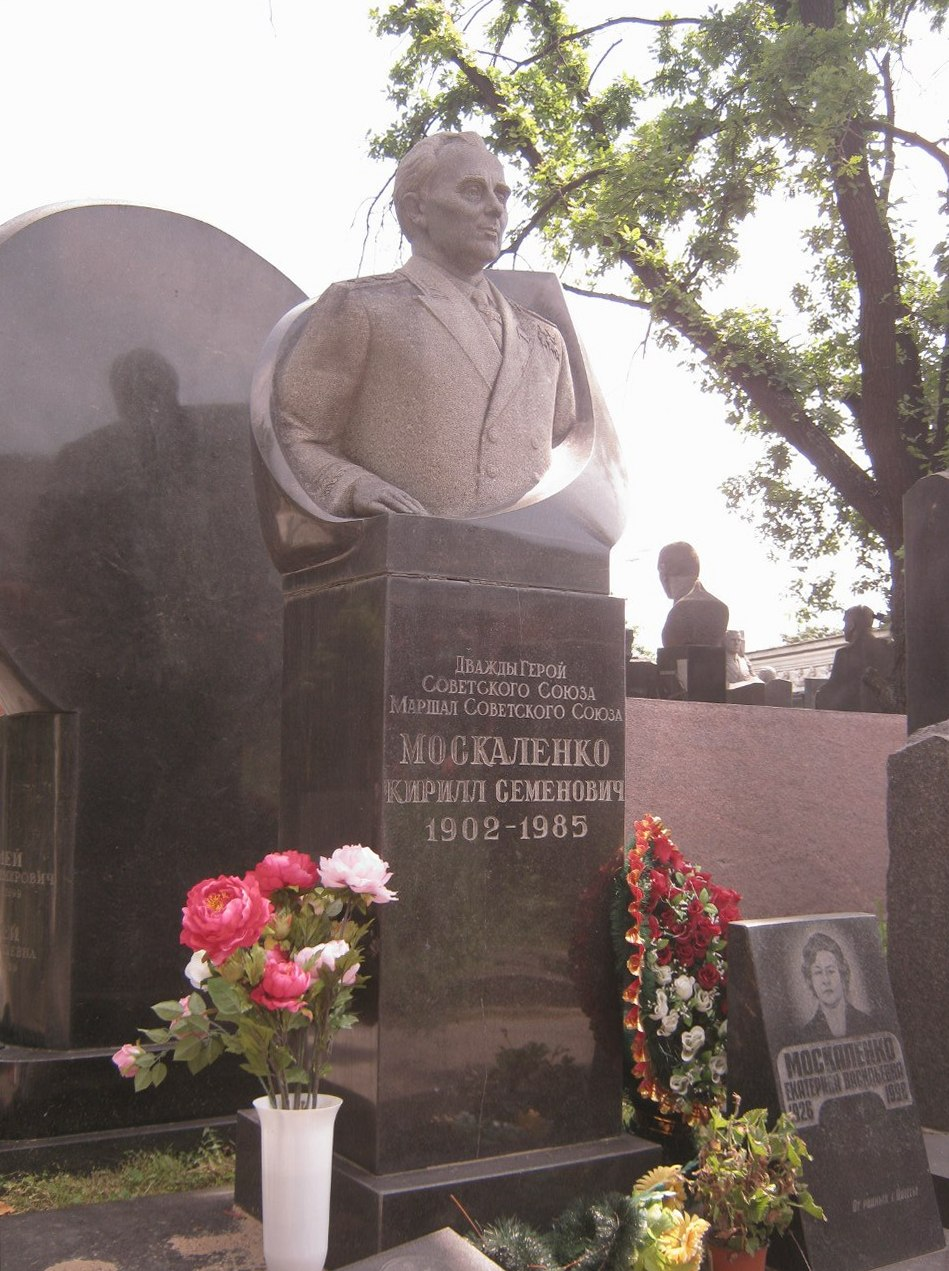
Het graf van Moskalenko op de Novodevitsjibegraafplaats in Moskou

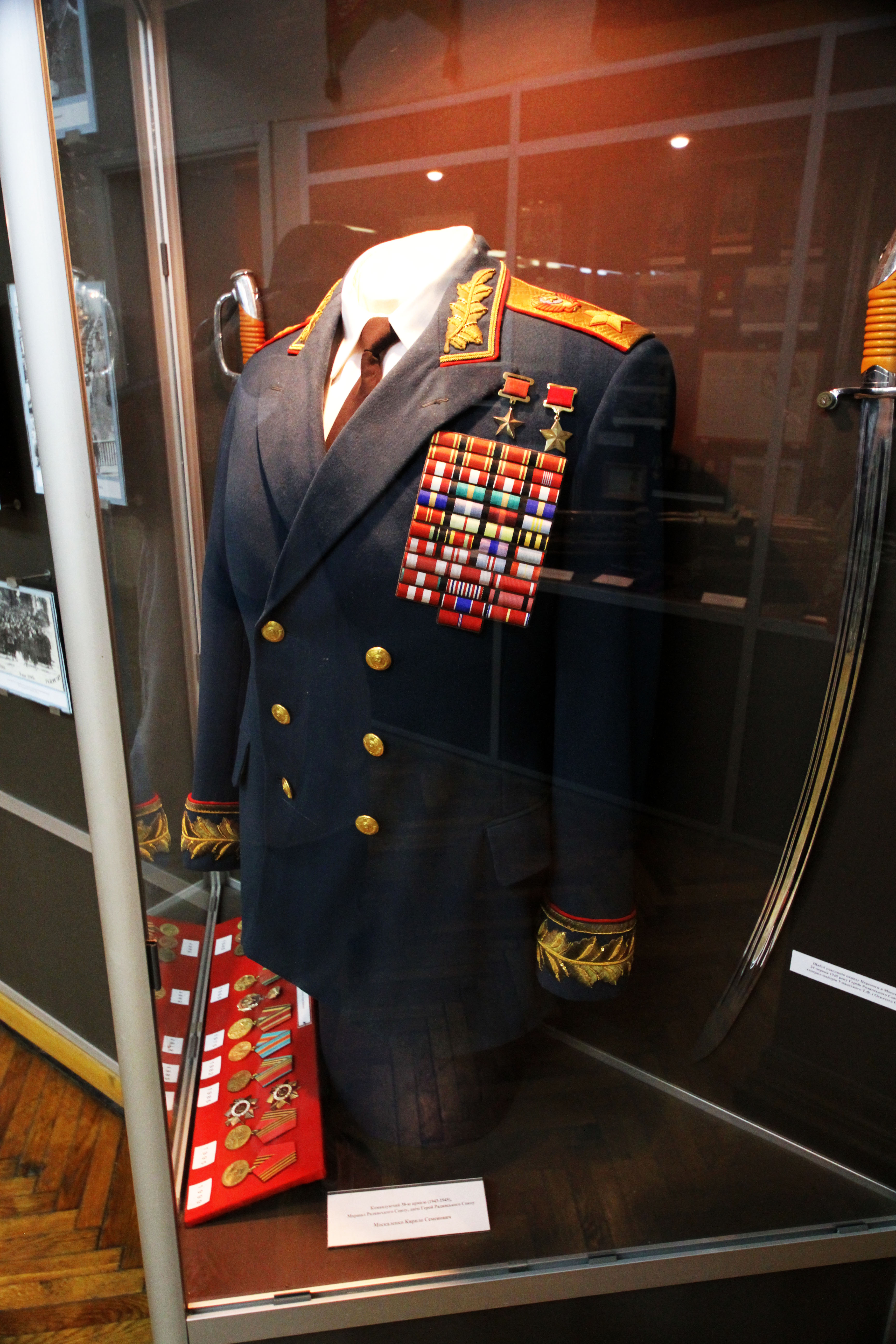
Het uniform van Moskalenko met zijn onderscheidingen

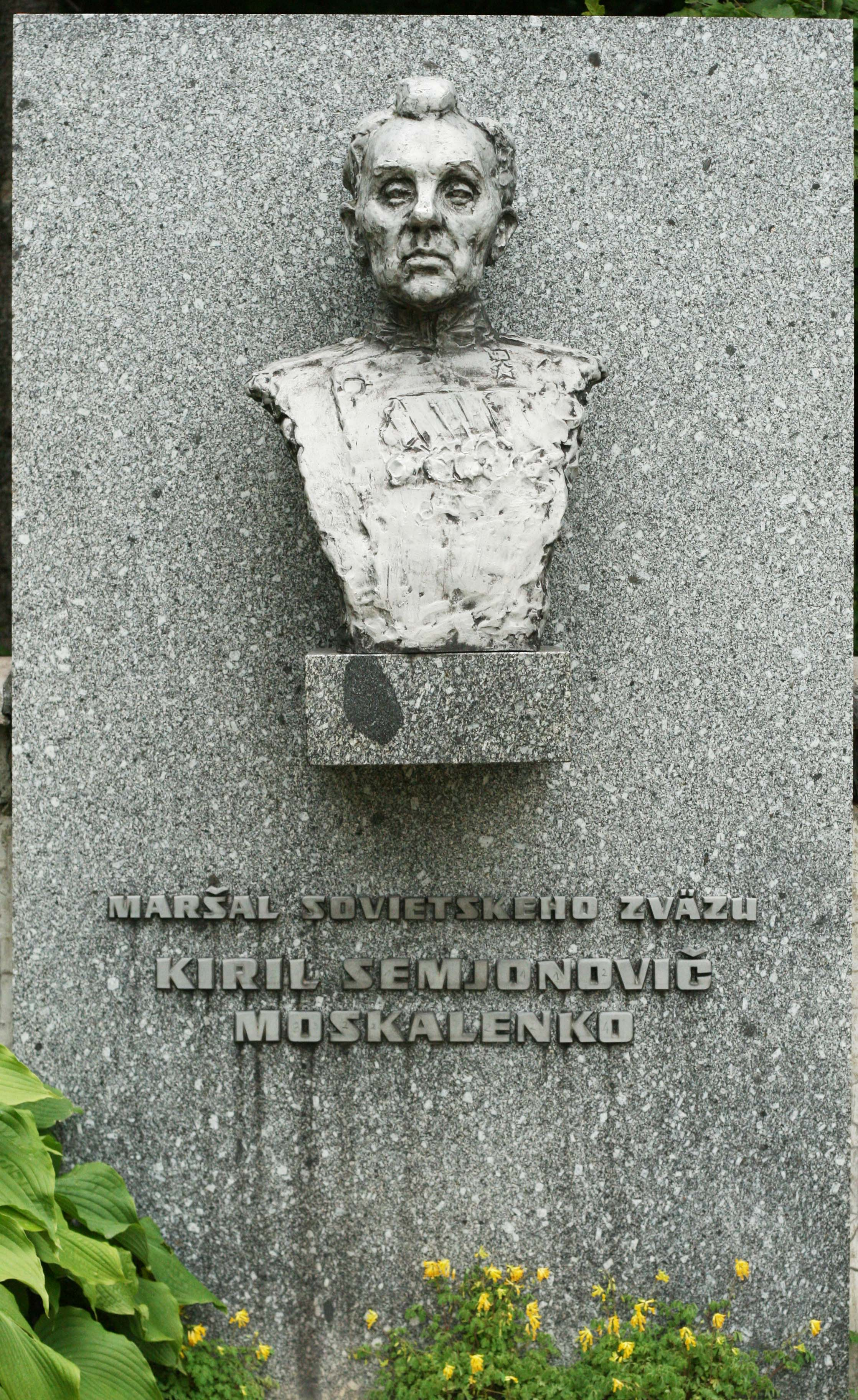
Gedenksteen voor zijn deel in de Slag bij de Duklapas

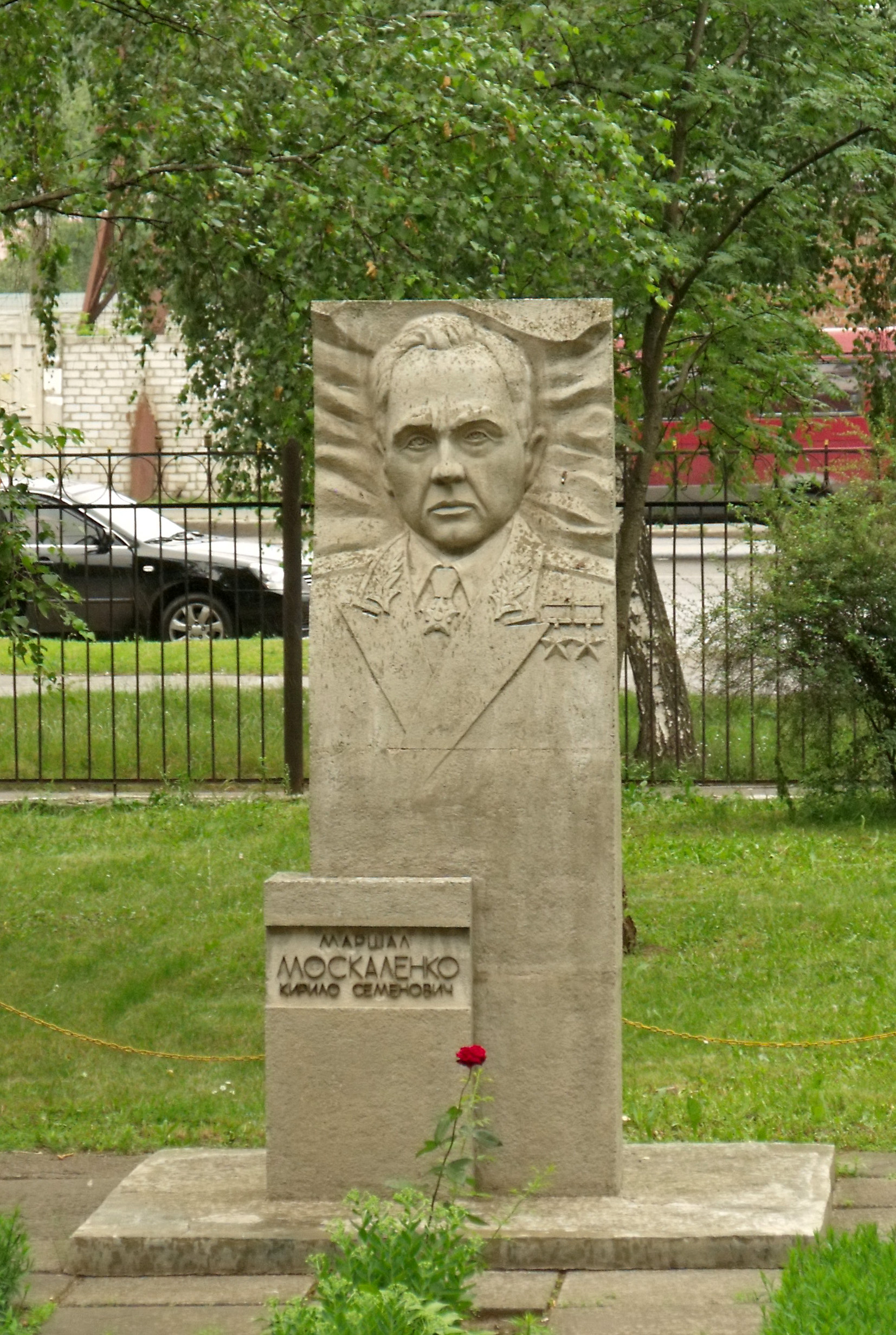
Monument in Poltava

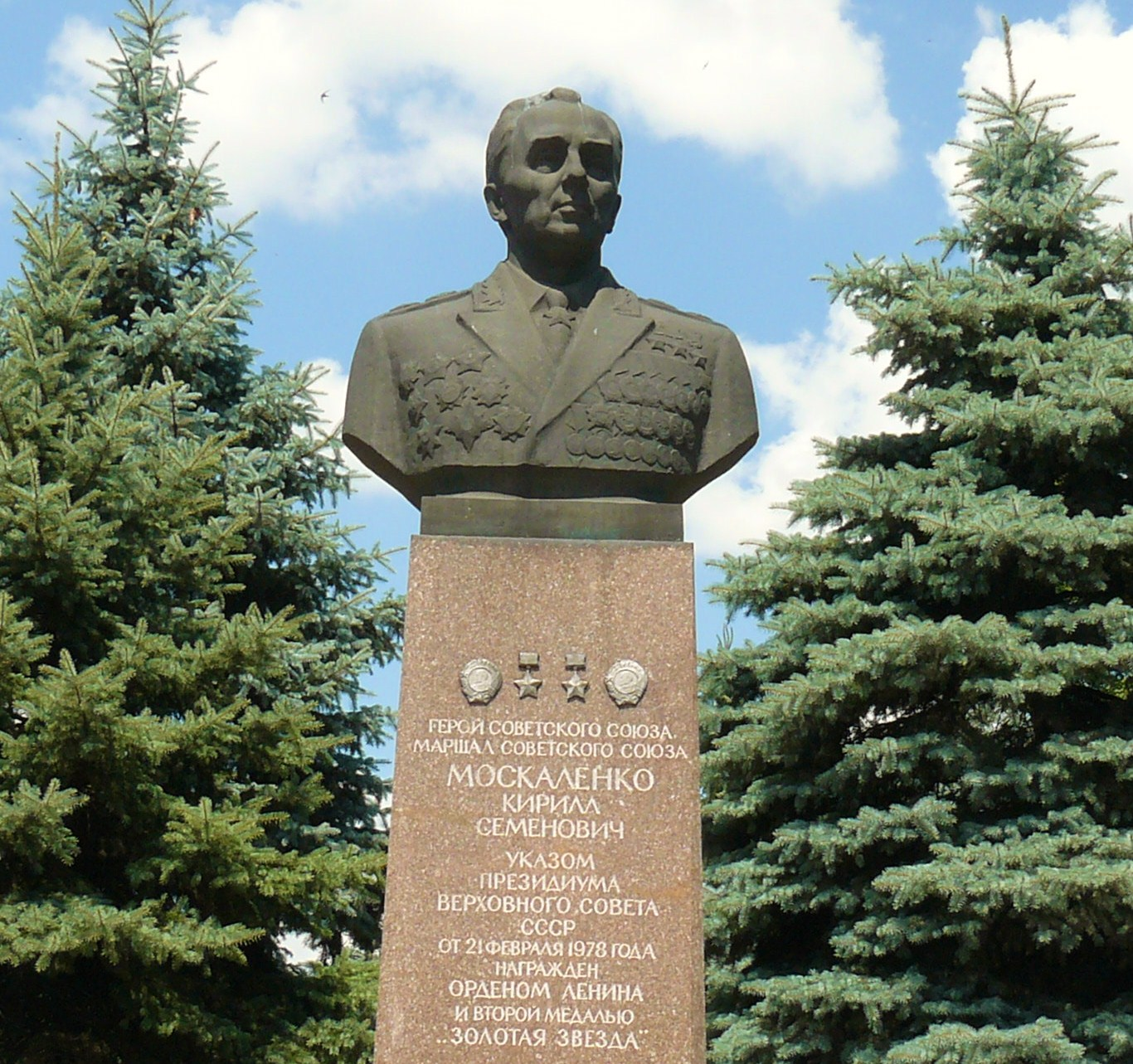
Monument in Pokrovsk

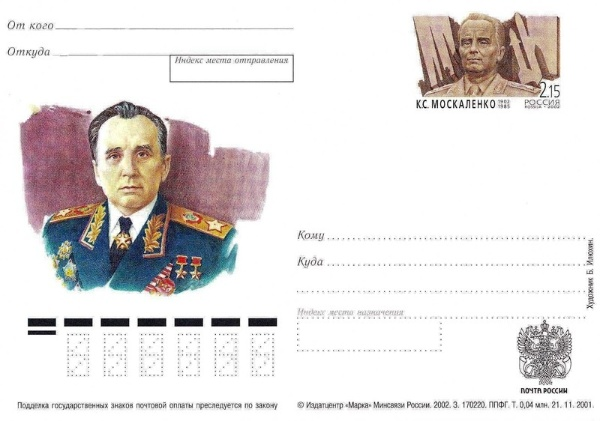
Russische postkaart van 21 oktober 2001

Kirill Semjonovitsj Moskalenko (Russisch: Москаленко, Кирилл Семёнович) (Grisjino, Gouvernement Jekaterinoslav, 11 mei 1902 – Moskou, 17 juni 1985) was een maarschalk van de Sovjet-Unie en tweemaal held van de Sovjet-Unie die vocht in de Tweede Wereldoorlog. Hij arresteerde in 1953 Lavrenti Beria en beschuldigde in 1957 Georgi Zjoekov van poging tot staatsgreep.

## Jeugd
Kirill Semjonovitsj Moskalenko werd geboren in een familie van Oekraïense boeren.
Hij liep vier jaar basisschool op het platteland en dan twee jaar in de school van het Ministerie van Onderwijs. Van 1917 tot 1919 studeerde hij aan een landbouwschool op het Jama-station bij  Bachmoet, waar ook de dichter Volodymyr Sosjoerra studeerde.

## Russische Burgeroorlog
Bij uitbraak van de Russische Burgeroorlog onderbrak hij zijn studie en keerde hij terug naar zijn geboortedorp, waar hij werkte in het landelijke revolutionaire comité. Toen het vrijwilligersleger van generaal Anton Denikin zijn provincie veroverde, verborg hij zich. Toen in augustus 1920 het Rode leger van arbeiders en boeren zijn dorp bezette, sloot hij zich bij hen aan.
Hij vocht met het 1e Cavalerieleger tegen de troepen van generaal Pjotr Wrangel en hoofdman Nestor Machno.
In december 1920 studeerde hij aan de artillerieschool van Loehansk en dan tot 1922 aan de artillerieschool van Charkiv.Tijdens die studie vocht hij tegen bendes aan de Don en in het Donetsbekken.
Hij ging in 1928 naar de vervolgopleidingen voor de commandanten van de artillerie van het Rode Leger in Leningrad en in 1928 naar de faculteit voor de vervolmaking van de hogere officieren van de Militaire Academie Djerzjinski.
Van 1922 tot 1932 was hij commandant van een peloton van een bataljon door paarden getrokken artillerie in de 6e divisie cavalerie die tot 1924 deel uitmaakte van het 1e Cavalerieleger. In Armavir bestreed hij daarmee contrarevolutionairen in de Noordelijke Kaukasus.

## Interbellum
In september 1923 werd zijn militaire eenheid overgeplaatst naar Brjansk. In 1924 werd hij commandant van een batterij in 1928 commandant van een trainingsbatterij, een bataljon artillerie en stafchef van een regiment artillerie.
Vanaf 1932 diende hij als eerste stafchef in een bijzondere divisie cavalerie in het verre oosten bij Tsjita. Vanaf 1934 was hij commandant van een regiment cavalerie. Vanaf 1935 voerde hij het bevel over de 23e brigade tanks in Kraj Primorje. Vanaf 1936 diende hij in het 45e Gemechaniseerde Korps van het militair district Kyiv.
In 1939 vocht hij als commandant van de artillerie van de 51e divisie fuseliers van Perekop van het militair district Odessa in de Winteroorlog. Hij kreeg daarvoor de Orde van de Rode Banier.
Daarna werd hij chef van de artillerie van het 35e korps fuseliers te Chisinau en het 2e gemechaniseerde korps te Tiraspol. 
Vanaf mei 1941 was hij commandant van de 1e brigade antitankartillerie te Loetsk als onderdeed van het 5e leger van het militair district Kyiv. Hij herinnerde zich: “De antitankbrigade was de enige in het Rode Leger, bewapend met de voor die tijd beste 76 mm kanonnen en 85 mm luchtafweergeschut, bruikbaar tegen luchtdoelen en gepantserde gronddoelen”.

## Tweede Wereldoorlog
Bij begin van de Tweede Wereldoorlog verdedigde die brigade onder zijn leiding de gebieden rond de steden Loetsk, Volodymyr, Rivne, Tortsjyn, Zvjahel en Malyn om de oversteken over de rivieren Teteriv, Pripjat, Dnjepr en Desna te bemoeilijken. Vanaf de eerste veldslagen behield Moskalenko zijn inherente en de scherpte van zijn denken, persoonlijke onverschrokkenheid, hij bevond zich altijd in de lijn van de vooruitgeschoven batterijen die direct vuurden. Gedurende een maand van voortdurende gevechten, in de richting van de hoofdaanval van de Heeresgruppe Süd, vernietigde zijn brigade meer dan 300 vijandelijke tanks. Op 23 juli 1941 ontving Moskalenko de Leninorde “voor militaire successen en moed”.
Vanaf september 1941 vocht K. S. Moskalenko, commandant van het 15e korps fuseliers als onderdeel van het 5e Leger van het Zuidwestelijk Front bij de steden Tsjernihiv, Nizjyn, Isjnja en Pyrjatyn. Daarna voerde hij het bevel over een groep gemechaniseerde cavalerie van het 13e Leger van het Zuidwestelijk Front: de 52e en 55e divisies cavalerie, de 307e divisie fuseliers en de 150e tankbrigade. In het tegenoffensief van de Sovjettroepen bij Moskou vocht hij aan het hoofd van deze eenheid in het Jeletsoffensief waarbij hij de vijand versloeg en de stad Jelets bevrijdde.

### Charkiv
In december 1941 werd hij benoemd tot plaatsvervangend commandant van het 6e Leger van het Zuidwestelijk Front en waarnemend legeraanvoerder. Het 6e leger onder leiding van Moskalenko vocht in de offensieve operatie Barvinkove-Lozova en bevrijdde de steden Izjoem en Lozova. Van 12 februari 1942 was hij commandant van het 6e Legerkorps cavalerie, van maart tot juli 1942  commandant van het 38e leger in de verdedigingsoperatie Valoejsko-Rossosj.

### Stalingrad
Vanaf juli 1942 voerde hij het bevel over het 1e Tankleger, waarmee hij deelnam aan veldslagen op de weg naar Stalingrad. In augustus 1942 werd hij commandant van het 1e Gardeleger, waarmee hij tot oktober 1942 vocht in de Slag om Stalingrad. Helemaal aan het begin van de verdedigingsperiode van de Slag om Stalingrad viel het 1e Tankleger, onder bevel van Moskalenko, de vijand bijna continu aan gedurende twaalf dagen op rij en hield zo zijn opmars tegen. Bij  Kalach-na-Donu stopte zijn leger de opmars van het 6e Leger van de Wehrmacht van Friedrich Paulus naar Stalingrad, en won zo bijna een maand om de verdediging grondig te organiseren en reserves aan te voeren.

### 40e Leger
In oktober 1942 werd hij benoemd tot commandant van het 40e leger, waar hij het bevel voerde over de operatie Ostrogozj-Rossosjansk, de Derde Slag om Charkiv, de slag om Koersk en de oversteek van de Dnjepr.
Hij werd op 23 oktober 1943 Held van de Sovjet-Unie voor “de moed en heldenmoed getoond tijdens de oversteek van de Dnjepr en het veiligstellen van een bruggenhoofd op de westelijke oever.”

### 38e Leger
Van 27 oktober 1943 tot het einde van de oorlog was hij opnieuw commandant van het 38e leger, ter vervanging van generaal Nikandr Tsjibisov. Met dit leger, als onderdeel van het 1e Oekraïense Front, 2e Oekraïense Front en 4e Oekraïense Front voerde hij het bevel over de operaties  Zjytomyr-Berdytsjiv, Proskoerov-Tsjernivtsi, Lviv-Sandomierz, de Westelijke Karpaten, de Slag om de Duklapas, Moravië-Ostrava en het Praagoffensief.

## Na de oorlog
Na de oorlog ging K. S. Moskalenko met zijn 38e Leger over naar het militair district Karpaten. Vanaf augustus 1948 was hij commandant van de luchtverdediging van Moskou.

### Arrestatie en proces van Beria
In juni 1953 leidde hij de militairen die Lavrenti Beria arresteerden.
Nikita Chroestsjov schreef:

In eerste instantie gaven we opdracht tot arrestatie van Lavrenti Beria. Moskalenko met vijf generaals en zijn kameraden zouden wapens hebben, en Boelganin zou hen met wapens naar het Kremlin brengen. Aan de vooravond van de bijeenkomst sloten maarschalk Zjoekov en verschillende andere mensen zich aan bij de groep van Moskalenko.

Vanaf juni 1953 was hij commandant van het militair district Moskou. Hij schreef zelf:

Chroesjtsjov zei dat ik was aangesteld als commandant van de troepen van het militair district Moskou en persoonlijk verantwoordelijk was voor de gearresteerde Beria.

Moskalenko onderzocht samen met de procureur-generaal van de Sovjet-Unie Roman Roedenko de zaak tegen Beria en zijn medewerkers, als lid van de speciale gerechtelijke zitting van het Hooggerechtshof van de Sovjet-Unie die in december 1953 Beria en personen dicht bij hem ter dood veroordeelde.
In 1955 werd hij Maarschalk van de Sovjet-Unie.

### Verwijdering van Zjoekov
In 1957 hielp Moskalenko Nikita Chroesjtsjov om maarschalk Zjoekov uit de macht te verwijderen. Tijdens een plenaire vergadering van het Centraal Comité van de Communistische Partij van de Sovjet-Unie beschuldigde Moskalenko Zjoekov fel van poging tot staatsgreep. Zjoekov antwoordde hem:

Waarom beschuldig je mij? Je hebt me zelf meer dan eens gezegd: 
“Waar kijk je naar? Neem de macht in eigen handen, grijp ze!”

### Strategische Raketstrijdkrachten
Vanaf 1960 was hij opperbevelhebber van de Strategische Raketstrijdkrachten en plaatsvervangend minister van Defensie van de Sovjet-Unie.
In 1962 zette Chroesjtsjov hem op een zijspoor als hoofdinspecteur van het Ministerie van Defensie van de Sovjet-Unie. De Franse journalist Michel Tatu in Moskou schreef dit toe aan onenigheid over de Cubacrisis:

De beslissing om Sovjet raketten op Cuba te plaatsen belangde hem direct aan als commandant van de Strategische Raketstrijdkrachten. Het is aannemelijk dat een man die bezorgd is om zijn uitrusting intact te behouden niet gelukkig was om zijn meest geheime wapens met kernkoppen te verschepen naar een zeer kwetsbare plaats als Cuba.

Op 21 februari 1978 ontving hij de tweede gouden ster als Held van de Sovjet-Unie  “voor diensten aan het moederland bij de ontwikkeling en versterking van de strijdkrachten van de USSR”
In december 1983 ging hij met pensioen met de eretitel inspecteur-generaal van het ministerie van Defensie van de Sovjet-Unie. Hij stierf op 17 juni 1985 in Moskou en ligt er begraven op de Novodevitsjibegraafplaats.

## Militaire graden
- Kolonel 16 augustus 1938[8][9]
- Kombrig 15 april 1940
- Generaal-majoor van de artillerie 6 juni 1940
- Luitenant-generaal 19/ januari 1943
- Kolonel-generaal 19 september 1943
- Legergeneraal 3 augustus 1953
- Maarschalk van de Sovjet-Unie 11 maart 1955

## Onderscheidingen

### Sovjet-Unie
- Tweemaal Held van de Sovjet-Unie met gouden ster Nr. 2002 op 23 Oktober 1943 en Nr. 105 op 21 februari 1978
- Zevenmaal Leninorde 22 juni 1941, 23 oktober 1943, 6 november 1945, 7 maart 1962, 10 mei 1972, 21 februari 1978 en 10 mei 1982
- Orde van de Oktoberrevolutie 22 februari 1968
- Vijfmaal Orde van de Rode Banier 7 april 1940, 27 augustus 1943, 3 november 1944, 15 november 1950 en 28 januari 1954
- Tweemaal Orde van Soevorov 1e klasse 28 januari 1943 en 23 mei 1943
- Tweemaal Orde van Koetoezov 1e klasse 29 mei 1944 en 25 augustus 1944
- Orde van Bogdan Chmelnitski (Sovjet-Unie) 1e klasse 10 januari 1944
- Orde van de Vaderlandse Oorlog 1e klasse 6 april 1985
- Orde van Verdienste voor het Moederland in de Strijdkrachten van de Sovjet-Unie 3e klasse 30 april 1975
- Medaille voor de Verdediging van Stalingrad 1942
- Medaille voor de Bevrijding van Praag 1945
- Medaille voor de Verdediging van Kyiv 1961
- Medaille voor de Overwinning over Duitsland in de Grote Patriottische Oorlog 1941-1945 1945
- Medaille voor de 20e Verjaardag van de Overwinning in de Grote Patriottische Oorlog 1965
- Medaille voor de 30e Verjaardag van de Overwinning in de Grote Patriottische Oorlog 1975
- Medaille voor de 40e Verjaardag van de Overwinning in de Grote Patriottische Oorlog 1985
- Jubileumsmedaille voor Militaire Dapperheid ingesteld ter herinnering aan de Honderdste Verjaardag van Vladimir Iljitsj Lenin 1969
- Medaille Veteraan van de Strijdkrachten van de USSR 1976
- Medaille voor versterking van de wapenbroederschap
- Jubileummedaille voor XX Jaar Rode Leger van Arbeiders en Boeren 1938
- Jubileummedaille voor 30 Jaar Sovjet Leger en Vloot 1948
- Jubileummedaille voor 40 Jaar strijdkrachten van de USSR 1958
- Jubileummedaille voor 50 Jaar strijdkrachten van de USSR 1968
- Jubileummedaille voor 60 Jaar strijdkrachten van de USSR 1978
- Herinneringsmedaille voor de 1500e Verjaardag van Kyiv 1982

### Tsjecho-Slowakije
- Gouden Ster van een Held van de CSSR (Tsjecho-Slowakije)
- Orde van Klement Gottwald (Tsjecho-Slowakije)
- Orde van de Witte Leeuw, 1e klasse (Tsjecho-Slowakije)
- Militaire Orde van de Witte Leeuw voor de Overwinning 1e klasse (Tsjecho-Slowakije)
- Tsjechoslowaaks Oorlogskruis 1939 (Tsjecho-Slowakije)
- Orde van Vriendschap (Tsjecho-Slowakije)
- Militaire Herinneringsmedaille (Tsjecho-Slowakije)
- Medaille voor versterking van de gewapende vriendschap (Tsjecho-Slowakije)
- Gouden ster in de Tsjecho-Slowaakse Militaire Orde voor Vrijheid (Tsjecho-Slowakije)
- Herinneringsmedaille Slag bij de Duklapas  (Tsjecho-Slowakije)

### Polen
- Ridderkruis in de Orde Polonia Restituta (Volksrepubliek Polen)
- Orde van het Grunwald Kruis 2e klasse (Volksrepubliek Polen)
- Medaille Wapenbroederschap (Volksrepubliek Polen)
- Medaille voor Overwinning en Vrijheid 1945 (Volksrepubliek Polen)
- Medaille voor Oder-Neissegrens en Oostzee (Volksrepubliek Polen)

### Mongolië
- Orde van Suha Bator (Mongolië)
- Medaille 50 Jaar Mongoolse Volksleger (Mongolië)
- Medaille 60 Jaar Mongoolse Volksleger (Mongolië)

### Roemenië
- Orde van Tudor Vladimirescu 1e klasse (Socialistische Republiek Roemenië)

### Verenigd Koninkrijk
- Ere ridder met Grootkruis in de Orde van het Britse Rijk (Verenigd Koninkrijk)

## Oordeel van tijdgenoten

### Vasilevski
Aleksandr Vasilevski schreef:

Kirill Semjonovitsj Moskalenko, de latere maarschalk van de Sovjet-Unie, nam deel aan de burgeroorlog. Als artillerist van beroep studeerde hij af aan drie militaire scholen. Hij begon de Grote Patriottische Oorlog als commandant van een brigade antitankartillerie en voerde toen het bevel over korpsen (fuseliers en cavalerie), een gemechaniseerde groep cavalerie, gecombineerde wapens en tanklegers. Vanaf het allereerste begin van de oorlog aan het front, in de veldslagen om Oekraïne, de Don en de benedenloop van de Wolga, deed hij een rijke ervaring op en groeide merkbaar als commandant. Dit had een positief effect op offensieve veldslagen.

### Gorbatov
Generaal A.V. Gorbatov bekritiseerde K.S. Moskalenko voor "doelloze, voortdurende aanvallen op dezelfde punten gedurende tien tot vijftien dagen met zware verliezen" tijdens verdedigingsgevechten bij Charkiv, vertelde maarschalk Semjon Timosjenko in aanwezigheid van Nikita Chroesjtsjov, Ivan Bagramjan en Moskalenko zelf, wijzend naar Moskalenko:

Dit is geen commandant, dit is een gratis applicatie voor het leger, een draadloze balalaika. Gedurende vijf dagen hebben onze divisies meer dan honderd gevangenen gemaakt, tientallen kanonnen en mortieren buitgemaakt, en dat allemaal omdat ze op eigen initiatief handelden, in strijd met de bevelen van de commandant. De hele leiding van de commandant bestaat uit de meest schaamteloze houding ten opzichte van ondergeschikten. We horen alleen: “Je helpt Hitler, je dient de nazi’s, jij verrader!” Moe van het luisteren naar het eindeloze schelden. Begrijpt de commandant echt niet dat zijn gedrag zijn ondergeschikten niet motiveert, maar alleen hun geloof in eigen kracht doodt? Ik hoorde soortgelijke beledigingen in de Lefortovo-gevangenis van de rechercheur en ik wil er niet meer naar luisteren. Eerst dacht ik dat de commandant zichzelf alleen toestond zo tegen mij te praten, omdat ik onlangs uit Kolyma was aangekomen. Maar dit is een sjabloon en wordt op elk van de ondergeschikten aangebracht.

### Nikolajev
De regisseur en scenarioschrijver, frontsoldaat Igor Nikolajev in het documentaireverhaal "De Generaal", geeft negatieve kenmerken aan K. S. Moskalenko:

Met een zeer dubieus militair talent was generaal K. S. Moskalenko onderdanig aan het hoofdkwartier en meedogenloos tegenover zijn troepen. Communicatie met ondergeschikten was gebaseerd op een combinatie van beledigingen en hysterie. Omdat Moskalenko geen enkele onafhankelijkheid erkende voor de divisiecommandanten bij het uitvoeren van de door Stalin opgestelde gevechtsmissies, schilderde Moskalenko vooraf in de volgorde wat, hoe en wanneer ze moesten veroveren. Tegelijkertijd werd volledig genegeerd dat de strijdkrachten van dezelfde 226e divisie helemaal niet overeenkwamen met deze plannen. Het is niet verwonderlijk dat het resultaat, zoals A.V. Gorbatov schrijft, "er was er een: we waren niet succesvol en leden verliezen die twee tot drie keer groter waren dan die van de vijand." Aanhoudende bevelen - ondanks het mislukken, om meerdere dagen achter elkaar vanuit dezelfde startpositie in dezelfde richting aan te vallen, leidden tot zinloze slachtoffers.

### Konev
De commandant van het 1e Oekraïense Front, Ivan Konev gaf aan:

Commandant van het 38e leger Kolonel-generaal Moskalenko is een wilskrachtige en vastberaden commandant. Hij werkt veel, ongeacht de tijd en zijn gezondheid. Hij is tactisch onderlegd. Hij kan beter aanvallen dan verdedigen. Bij een complicatie van de situatie is hij niet erg stabiel.

### Golovanov
Luchtmaarschalk Aleksandr Jevgenjevitsj Golovanov herinnerde zich het volgende over K. S. Moskalenko:

Tijdens de oorlog werd Moskalenko “Generaal Paniek” genoemd. Stalin zei dat hij geen gezicht had. Zjoekov zei: "Aleksandr Jevgenjevitsj, Generaal Paniek heeft me gebeld!"

### Vladimov
De schrijver Georgi Vladimov, die een literair verslag schreef van de memoires van generaal P. V. Sevastjanov, een lid van de Militaire Raad van het 40e leger onder bevel van K. S. Moskalenko:

P. V. Sevastjanov vertelde me over de kunsten van de "offensieve commandant", die eerst zijn leger op het Boekrinski-bruggenhoofd verspilde en vervolgens naar het Ljoetizj-bruggenhoofd ging om het 38e leger van N. E. Tsjibisov over te nemen - op de grond (ze kwamen met Chroesjtsjov op de proppen) dat de hoofdstad van Oekraïne bevrijd moest worden door een Oekraïense commandant.

### Chroesjtsjov
Nikita Chroesjtsjov zei in zijn memoires:

Ik ken hem zowel in goede als in slechte zin. Ik weet in goede zin dat hij een toegewijd persoon is, goed heeft gevochten, doorzettingsvermogen en energie heeft getoond, zichzelf niet heeft gespaard. Zijn slechte kanten zijn nervositeit, onevenwichtigheid, opvliegendheid, onbeschoftheid, zelfs meer dan onbeschoftheid. De beledigingen die hij zijn ondergeschikten heeft toegeroepen, zijn bij iedereen bekend. Mensen die aan hem ondergeschikt waren, klaagden herhaaldelijk tegen mij dat hij onbeleefd was en hen beledigde. Hier is zijn gebruikelijke lexicon: “Vijand van het volk! Verrader! Schurk! Je moet oordelen! Je moet schieten!" Dit is een humeurig persoon die zeer vatbaar is voor beïnvloeding. Hij is tot alles in staat. Vooral als hij voelt dat het hem goed doet, dat er op de een of andere manier voor zulke vuiligheid wordt betaald, dan zal hij ervoor gaan.
Er zijn verschillende Moskalenko’s.
De ene is een generaal die eerlijk het bevel voerde over de troepen, in de eerste fase van de oorlog is hij in allerlei gevechten terechtkomen. Hij voerde toen het bevel over een leger en zijn actieve rol werd terecht opgemerkt. Ik heb persoonlijk een voorstel gedaan om hem, na de dood van Stalin, de titel van maarschalk van de Sovjet-Unie toe te kennen.
De andere Moskalenko is een echte hystericus. Ik heb al een anekdotisch incident verteld, hoe een boerin van een kolchoz hem tijdens onze retraite uit haar koeienstal verdreef, waar hij zich verstopte, gekleed in een boerenjas, en hij, zelf een Oekraïner, sprak zich daarna uit tegen de Oekraïners, schreeuwend dat ze allemaal verraders waren en dat ze allemaal moesten worden verdreven. Dat is de onevenwichtigheid van deze man.
En er is een derde Moskalenko - een opportunist, een onlogisch en gewetenloos persoon met de rang van maarschalk van de Sovjet-Unie.

## Nagedachtenis
- De Militaire School voor communicatie te Poltava is naar hem genoemd.
- Hij is ereburger van de stad Tiraspol.
- Hij was ereburger van Kyiv, maar de gemeenteraad herriep dit op 26 mei 2023.[17]
- Er zijn Maarschalk Moskalenko-straten in Pokrovsk, Horlivka en Vinnytsja.
- Er staat een bronzen borstbeeld in Pokrovsk.[18]
- In Moskou en Vinnytsja staan gedenkplaten.[19][20]
- In de roman van Georgi Vladimov "De generaal en zijn leger", komt K. S. Moskalenko voor onder de naam "Generaal Teresjtsjenko".